# Пантелеев, Валерий Леонтьевич
Вале́рий Лео́нтьевич Пантеле́ев (4 августа 1931, с. Новоспасск — 6 марта 2021, Москва) — советский и российский астроном, гравиметрист, приборостроитель и педагог, доктор физико-математических наук, профессор.

## Биография
В. Л. Пантелеев родился 4 августа 1931 года в селе Новоспасск Заинского района Татарской АССР в учительской семье выходцев из крестьян Леонтия Филипповича (в 1942 году погиб на фронте) и Натальи Павловны Пантелеевых.
По окончании школы в селе Акташ в 1948 году поступил на физико-математический факультет Казанского университета. Научные интересы В. Л. Пантелеева сложились под влиянием его учителя профессора А. Д. Дубяго и директора астрономической обсерватории им. Энгельгардта профессора Д. Я. Мартынова. Его дипломная работа была посвящена теории движения малой планеты Навcикая. В 1953 году с отличием окончил университет и был рекомендован в аспирантуру, которую прошёл на кафедре гравиметрии астрономического отделения механико-математического факультета МГУ у заведующего кафедрой профессора Л. В. Сорокина — родоначальника отечественной морской гравиметрии. Это и сформировало дальнейшую научную тематику В. Л. Пантелеева: создание и исследование методов определения элементов гравитационного поля в движении, а также разработка методов и аппаратуры для определения напряжённости гравитационного поля Земли и других планет. Аспирантуру окончил после возвращения из морских экспедиций в 1960 году уже на физическом факультете МГУ, куда было переведено астрономическое отделение. Защитил кандидатскую диссертацию «Разработка методики и оценка точности определения силы тяжести на море».
В 1975 году защитил докторскую диссертацию «Динамический синтез оптимальных систем в морской гравиметрии».
В. Л. Пантелеев умер 6 марта 2021 года в Москве.

## Научно-педагогическая деятельность
В 1955—1959 годах В. Л. Пантелеев, отложив на время аспирантуру, принял участие в пяти гравиметрических экспедициях на подводных лодках (сначала рядовым членом, затем в качестве начальника отряда гравиметристов). В 1959 году после возвращения из экспедиции особого назначения ЭОН-259 командование ВМФ наградило его знаком «За дальний поход».
Работа в экспедициях совмещалась с теоретическими исследованиями в области методики определения силы тяжести на движущихся платформах. Впоследствии В. Л. Пантелеев разработал теорию резонансных возмущений находящихся в движении гравиметрических маятников, усовершенствовал методику и создал алгоритмы обработки гравиметрических наблюдений, построил теорию возмущений морского гравиметра, продемонстрировал систематическое влияние когерентности горизонтальных и вертикальных ускорений (эффект «кросс-каплинг»), развил теорию динамического синтеза гравиизмерителей. Предложил качественно новый ориентированный на современную электронно-вычислительную технику подход к обработке гравитационных наблюдений на быстро движущихся объектах, назвав его инерциальной гравиметрией.
Более двадцати лет В. Л. Пантелеев возглавлял работы по созданию новых морских гравиметров, гироскопических стабилизаторов и других устройств, востребованных при измерении силы тяжести в движении. В 1967—1977 годах участвовал в их испытаниях на научно-исследовательских судах «Витязь», «Академик Курчатов» и «Московский университет».
С 1958 года В. Л. Пантелеев начал преподавать. С 1962 года — в педагогических штатах физфака МГУ сначала в должности ассистента, затем — доцента, а с 1990 года — профессора. За это время он создал и постоянно обновлял оригинальный курс «Морская гравиметрия», который читался им на астрономическим отделении физического факультета МГУ и на геологическом факультете МГУ, разработал новые курсы «Теория случайных функций» и «Теория автоматического управления и регулирования». Более тридцати лет читал на астрономическом отделении курсы «Математическая обработка наблюдений» и «Геофизика и физика планет», спецкурсы «Теория фигуры Земли», «Наблюдение и управление динамическими объектами». Подготовил 6 кандидатов наук.
В 1990 году возглавил лабораторию гравиметрии ГАИШ. В 1995 году назначен заведующим кафедрой небесной механики, астрометрии и гравиметрии.
В. Л. Пантелеев был заместителем председателя специализированного Совета в ГАИШ, членом специализированного Совета по защите диссертаций на геологическом факультете МГУ и Астрономического общества РФ, действительным членом Академии навигации и управления движением. На его счету 105 публикаций и 8 авторских свидетельств на изобретения.

## Награды
- Знак «За дальний поход» (1959)
- Знак «Отличник геодезии и картографии СССР»
- Заслуженный профессор МГУ (2002)[7]

## Избранные труды
- Пантелеев В. Л. Теоретические основы морских гравиметрических измерений // Определение силы тяжести на море. — М.: Недра, 1970. — С. 5—35.

- Пантелеев В. Л. Основы морской гравиметрии. — М.: Недра, 1983. — 256 с.

- Гайнанов А. Г., Пантелеев В. Л. Морская гравиразведка: Учебное пособие для геофизических специальностей вузов. — М.: Недра, 1991. — 213 с. — (Высшее образование). — ISBN 5-247-01491-X.

- Пантелеев В. Л., Чеснокова Т. С. Задача деконволюции в инерциальной гравиметрии // Вестник Московского университета. — М., 2011. № 1. — С. 75—79. — (Серия 3. Физика. Астрономия).

- Пантелеев В. Л. Фильтрация в задачах инерциальной гравиметрии. — LAP Lambert Academic Publishing, 2012. — 52 с. — ISBN 9783659201288.